# ملكة جمال الولايات المتحدة الأمريكية 2024
ملكة جمال الولايات المتحدة الأمريكية 2024 (بالإنجليزية: Miss USA 2024)‏ هي مسابقة ملكة جمال الولايات المتحدة الأمريكية الثالثة والسبعين في تاريخ مسابقة ملكة جمال الولايات المتحدة الأمريكية منذ انطلاقتها عام 1952، أقيمت في فندق ميلينيوم بيلتمور في لوس أنجلوس، كاليفورنيا في 4 أغسطس 2024. وفي نهاية الحدث ستتوج سافانا جانكيفيتش من ولاية هاواي ملكة جمال الولايات المتحدة الأمريكية الجديدة خليفتها، بعدما تخلت ملكة جمال الولايات المتحدة الأمريكية السابقة نويليا فويت من ولاية يوتا عن اللقب. والفائزة ستمثل الولايات المتحدة في مسابقة ملكة جمال الكون 2024 التي ستقام في المكسيك.
عرضت المسابقة على قناة ذا سي دبليو للعام الثاني على التوالي.
بعدما أبرمت الشبكة اتفاقية بث حصري لعدة سنوات لمسابقة ملكة جمال الولايات المتحدة الأمريكية ومسابقة ملكة جمال مراهقات الولايات المتحدة الأمريكية، سيتم بث مسابقة ملكة جمال الولايات المتحدة الثالثة والسبعين على الهواء مباشرة على القناة يوم الأحد 4 أغسطس 2024. سيتم بث مسابقة ملكة جمال الولايات المتحدة الثالثة والسبعين على الهواء مباشرة يوم الأحد 04 أغسطس (8:00-10:00 مساءً بالتوقيت الشرقي). تعني إزالة الحد الأقصى لعمر المتسابقات أن هذه هي المجموعة الأكثر تنوعًا من المتسابقين من حيث العمر، حيث يبلغ عمر أصغر المتسابقات 19 عامًا وأكبرهم 41 عامًا، بالإضافة إلى العديد من النساء المتزوجات وأم لثلاثة أطفال بين القائمة. وأول متسابقة مثلية بشكل علني وأول متحولة جنسيًا ملكة جمال ماريلاند بالولايات المتحدة الأمريكية، وعشرة متسابقات سابقات في ملكة جمال المراهقات بالولايات المتحدة الأمريكية.

## النتائج

### المراكز النهائية
| الترتيب                                   | المتسابقة |
| ----------------------------------------- | --- |
| ملكة جمال الولايات المتحدة الأمريكية 2024 | - ميشيغان – ألما كوبر |
| الوصيفة الأولى                            | - كنتاكي – كونور بيري |
| الوصيفة الثانية                           | - أوكلاهوما – دانيكا كريستوفرسون |
| الوصيفة الثالثة                           | - تينيسي – كريستيل فوت |
| الوصيفة الرابعة                           | - أوهايو – مايسي هدسون |
| أفضل 10                                   | - كولورادو – جيسي كالامباي - هاواي – بريا يامات - ماساتشوستس – ميليسا سابيني - تكساس – أريانا وير - فيرجينيا – هيمانفي بانيديبو |
| أفضل 20                                   | - كاليفورنيا – سامانثا راموس - مقاطعة كولومبيا – كليو توريس - إلينوي – جريس رودي - أيوا – ماكنزي أريانا كيري - كانساس – بيلا ويتلوك - ميسيسيبي – كايلي بروك ماكولوم - نيفادا – نجاح علي - نيويورك – ماريزا ديلجادو - كارولاينا الشمالية – كينزي هانسلي - كارولاينا الجنوبية – جراسين جرينجر |

§ – تم التصويت لها ضمن أفضل 20 من خلال التصويت عبر الإنترنت.

## الخلفية

### المكان

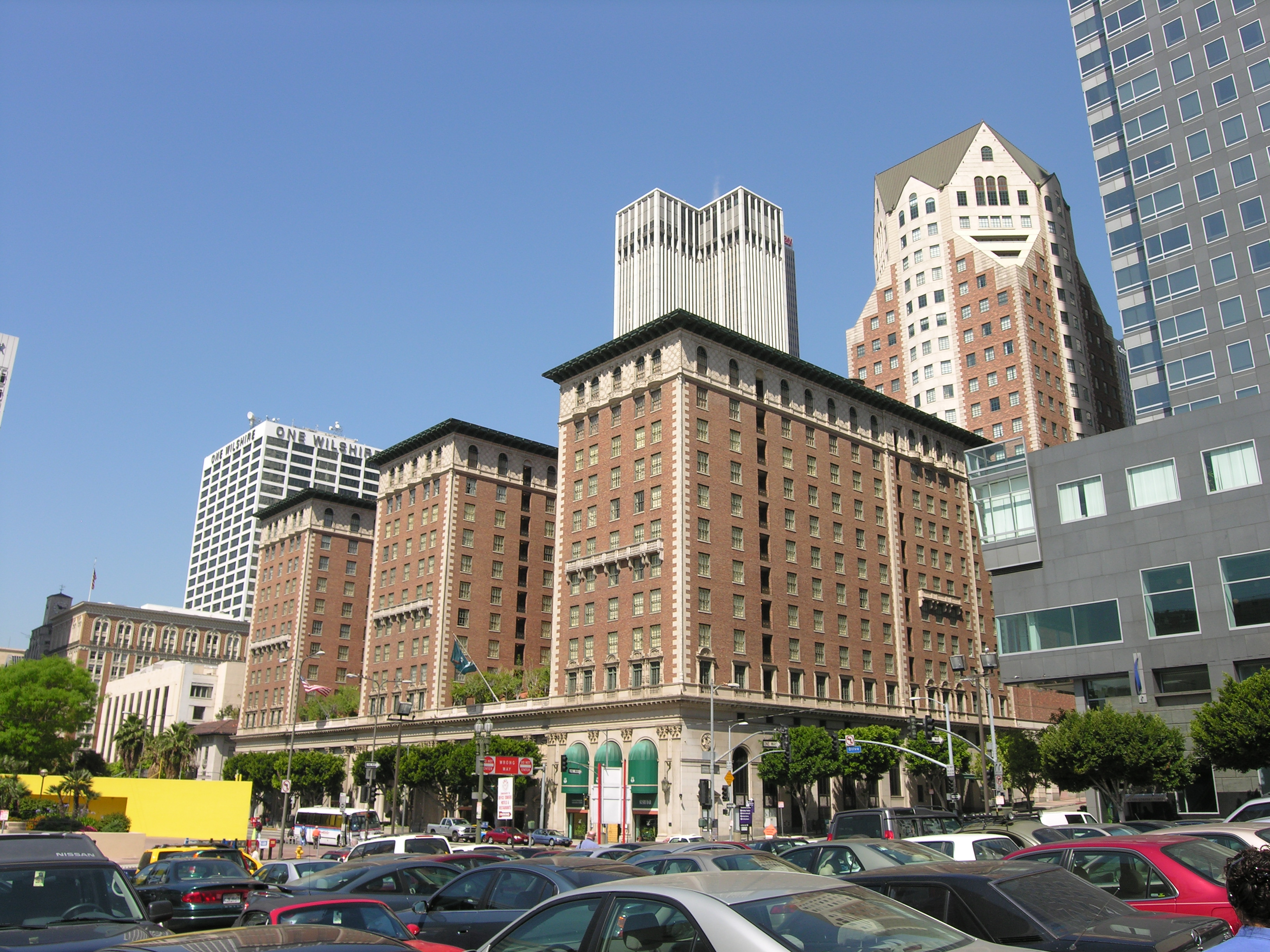
فندق ميلينيوم بيلتمور في لوس أنجلوس، كاليفورنيا، المكان المضيف لمسابقة ملكة جمال الولايات المتحدة الأمريكية 2024

في 14 يوليو 2022، أفيد أن المسابقة ستقام في رينو، نيفادا، مع حصول المدينة على صفقة مدتها ثلاث سنوات لاستضافة المسابقة من 2022 إلى 2024 تحت ملكية المدير الوطني آنذاك و ملكة جمال الولايات المتحدة الأمريكية 2008 كريستل ستيوارت. كان من المقرر أن يقام الحدث في الأصل في منتجع جراند سييرا في رينو، نيفادا، وستكون هذه هي المرة الرابعة التي تقام فيها المسابقة في رينو والعام الثالث على التوالي الذي تقام فيه المسابقة في المدينة بعد ملكة جمال الولايات المتحدة الأمريكية 2019، 2022، 2023.
في 10 فبراير 2024، أُعلن أن مسابقة ملكة جمال الولايات المتحدة الأمريكية 2024 ستقام في فندق ميلينيوم بيلتمور في لوس أنجلوس، كاليفورنيا، المقرر عقدها في 4 أغسطس 2024. وستكون هذه هي المرة الأولى منذ عودة 2007 إلى منزلها الأصلي في كاليفورنيا.

## المسابقة

### اختيار المتسابقات
بدءًا من هذه النسخة من المسابقة، أعلنت منظمة ملكة جمال الكون أنها ستسمح للنساء بعمر 28 عامًا فما فوق بالمشاركة. كانت الإصدارات السابقة تتراوح أعمارها بين 18 عامًا وأقل من 28 عامًا.كان من المفترض أن يبدأ اختيار المتسابقات في مسابقات ملكات الولايات في أغسطس 2023؛ ومع ذلك، بعد تعيين الرئيس والمدير التنفيذي ليلى روز، تم تأجيل مسابقات ملكة جمال الدولة إلى أجل غير مسمى. تمت إعادة جدولة مسابقات ملكة جمال الولاية بعد ذلك في مارس 2024. وكانت أول مسابقة ملكة ولاية مين وولاية تينيسي التي أقيمت في 11 مارس 2024،فيما كانت آخر مسابقة ملكة ولاية فلوريداالتي تمت إجراؤها في 7 يوليو 2024.
| الولاية            | اسم المتسابقة      | تاريخ التتويج | العمر | بلد المنشأ     | المركز          | ملاحظات |
| ------------------ | ------------------ | ------------- | ----- | -------------- | --------------- | --- |
| ألاباما            | ديان ويستهوفن      | 01 يونيو 2024 | 21    | فيستافيا هيلز  |                 | |
| ألاسكا             | برينا شاكي         | 01 يونيو 2024 | 29    | فيربانكس       |                 | |
| أريزونا            | كريستينا جونسون    | 27 مايو 2024  | 41    | فينيكس         |                 | أول فائزة ملكة جمال أريزونا يزيد عمرها عن 40 عامًا منذ إلغاء الحد الأقصى للعمر العام الماضي.                                                                |
| أركنساس            | مادلين بولمان      | 14 أبريل 2024 | 22    | فايتفيل        |                 | سابقًا ملكة جمال مراهقات أركنساس الولايات المتحدة الأمريكية 2021 ابنة عم ملكة جمال أمريكا 2024 ماديسون مارش                                                 |
| كاليفورنيا         | سامانثا راموس      | 23 يونيو 2024 | 24    | سانتا مونيكا   |                 | |
| كولورادو           | جيسي كالامباي      | 30 يونيو 2024 | 25    | دنفر           |                 | |
| كونيتيكت           | شافانا كلارك       | 14 أبريل 2024 | 29    | بريدجبورت      |                 | |
| ديلاوير            | أليسا بينبريدج     | 28 أبريل 2024 | 25    | ميلتون         |                 | سابقًا ملكة جمال بنسلفانيا 2022 ملكة جمال مراهقات بنسلفانيا المتميزات 2016                                                                                  |
| مقاطعة كولومبيا    | كليو توريس         | 29 يونيو 2024 | 25    | واشنطن العاصمة |                 | |
| فلوريدا            | بيتون لويس         | 07 يوليو 2024 | 25    | أورلاندو       |                 | |
| جورجيا             | إيمالين فارمر      | 15 يونيو 2024 | 24    | ويندر          |                 | |
| هاواي              | بريا يامات         | 19 أبريل 2024 | 27    | أواهو          |                 | شقيقة ملكة جمال هاواي الولايات المتحدة الأمريكية 2022 كيانا يامات                                                                                          |
| أيداهو             | كايتلين ويدماير    | 23 يونيو 2024 | 28    | كويور دي أليني |                 | |
| إلينوي             | غريس رودي          | 26 مايو 2024  | 23    | هينديل         |                 | |
| إنديانا            | ستيفاني سوليفان    | 08 يونيو 2024 | 33    | إلخارت         |                 | |
| أيوا               | ماكنزي أريانا كيري | 23 يونيو 2024 | 25    | دي موين        |                 | |
| كانساس             | بيلا ويتلوك        | 16 يونيو 2024 | 19    | ليفنوورث       |                 | |
| كنتاكي             | كونور بيري         | 19 مايو 2024  | 23    | ليكسينغتون     | الوصيفة الأولى  | |
| لويزيانا           | سيدني تايلور       | 30 مارس 2024  | 23    | ليفينغستون     |                 | سابقًا ملكة جمال مراهقات لويزيانا الولايات المتحدة الأمريكية 2020                                                                                           |
| مين                | آن بالدريدج        | 11 مارس 2024  | 25    | بورتلاند       |                 | |
| ماريلاند           | بيلي آن كينيدي     | 01 يونيو 2024 | 32    | سيلفر سبرينغ   |                 | أول امرأة متحولة جنسياً تفوز بلقب ملكة جمال ماريلاند بالولايات المتحدة الأمريكية                                                                            |
| ماساتشوستس         | ميليسا سابيني      | 18 مارس 2024  | 21    | نورث أتلبورو   |                 | |
| ميشيغان            | ألما كوبر          | 21 أبريل 2024 | 22    | أوكيموس        | الملكة          | |
| مينيسوتا           | منى علي            | 23 يونيو 2024 | 27    | إدينا          |                 | |
| ميسيسيبي           | كايلي بروك ماكولوم | 06 أبريل 2024 | 23    | أموري          |                 | سابقًا ملكة جمال مراهقات ميسيسيبي الولايات المتحدة الأمريكية 2019                                                                                           |
| ميزوري             | أشلي بيدويل        | 16 يونيو 2024 | 26    | سبرينغفيلد     |                 | |
| مونتانا            | شيلبي دانجيرفيلد   | 16 يونيو 2024 | 30    | بيلينغز        |                 | |
| نبراسكا            | كامرين بوكانان     | 30 يونيو 2024 | 24    | لنكن           |                 | |
| نيفادا             | نجاة علي           | 30 يونيو 2024 | 22    | لاس فيغاس      |                 | |
| نيو هامبشير        | أرييل سوليفان      | 09 يونيو 2024 | 28    | بورتسموث       |                 | |
| نيو جيرسي          | جابيلي كاندولا     | 23 يونيو 2024 | 23    | هوبوكين        |                 | |
| نيو مكسيكو         | ماكنزي سيدو        | 30 يونيو 2024 | 22    | ألباكركي       |                 | |
| نيويورك            | ماريزا ديلغادو     | 30 يونيو 2024 | 25    | نيويورك        |                 | سابقًا ملكة جمال الأرض نيويورك 2022 (أفضل 20 في ملكة جمال الأرض الولايات المتحدة الأمريكية 2022)                                                            |
| كارولاينا الشمالية | ماكنزي هانسلي      | 15 يونيو 2024 | 25    | شارلوت         |                 | ملكة جمال مراهقات ولاية كارولاينا الشمالية الأمريكية سابقًا 2017                                                                                            |
| داكوتا الشمالية    | كودي ميلر          | 12 مايو 2024  | 31    | أميدون         |                 | سابقاً ملكة جمال مراهقات داكوتا الشمالية الولايات المتحدة الأمريكية 2009                                                                                    |
| أوهايو             | ميسي هدسون         | 25 مايو 2024  | 24    | دايتون         | الوصيفة الرابعة | |
| أوكلاهوما          | دانيكا كريستوفرسون | 14 أبريل 2024 | 22    | لوتون          | الوصيفة الثانية | سابقًا ملكة جمال مراهقات أوكلاهوما الولايات المتحدة الأمريكية 2020                                                                                          |
| أوريغون            | شايلا مونتغمري     | 04 مايو 2024  | 22    | بورتلاند       |                 | سابقًا ملكة جمال أوريغون مراهقات الولايات المتحدة الأمريكية 2020 (الوصيفة الأولى في مسابقة ملكة جمال مراهقات الولايات المتحدة الأمريكية 2020)               |
| بنسيلفانيا         | نوني ديارا         | 29 يونيو 2024 | 22    | فيلادلفيا      |                 | |
| رود آيلاند         | كايتلين سانتانا    | 26 مايو 2024  | 21    | ونسوكت         |                 | |
| كارولاينا الجنوبية | غراسين غرينجر      | 15 يونيو 2024 | 23    | هيمر           |                 | ملكة جمال مراهقات ولاية كارولاينا الجنوبية الولايات المتحدة الأمريكية 2020 سابقًا (ضمن أفضل 16 في مسابقة ملكة جمال مراهقات الولايات المتحدة الأمريكية 2020) |
| داكوتا الجنوبية    | أمتاراالوال        | 12 مايو 2024  | 25    | سو فولز        |                 | |
| تينيسي             | كريستيل فوت        | 11 مارس 2024  | 23    | روكي توب       | الوصيفة الثالثة | |
| تكساس              | أريانا وير         | 22 يونيو 2024 | 26    | دالاس          |                 | |
| يوتا               | أليسا تشاندلر      | 06 يوليو 2024 | 21    |                |                 | |
| فيرمونت            | سامانثا فوكاتورا   | 09 يونيو 2024 | 27    | ستو            |                 | ملكة جمال فيرمونت العالمية 2023 |
| فرجينيا            | هيمانفي بانيديبو   | 23 يونيو 2024 | 23    | سنترفيل        |                 | سابقا ملكة جمال مراهقات فرجينيا الولايات المتحدة الأمريكية 2018.                                                                                           |
| واشنطن             | تيفاني آن ريا      | 27 يونيو 2024 | 27    | كلاركستون      |                 | سابقاً ملكة جمال الولايات المتحدة 2020 |
| فيرجينيا الغربية   | كايلي سيمونز       | 01 يونيو 2024 | 24    | فرانكلين       |                 | |
| ويسكونسن           | توري تريتين        | 15 يونيو 2024 | 22    | ماديسون        |                 | سابقًا ملكة جمال مراهقات مينيسوتا الولايات المتحدة الأمريكية 2017                                                                                           |
| وايومنغ            | ماكنزي راش         | 30 يونيو 2024 | 19    | بيولا          |                 | |